# Blackwater Park
Blackwater Park – piąty studyjny album zespołu Opeth, wydany w marcu 2001 roku przez Koch Records, wyprodukowany przez Opeth oraz Stevena Wilsona (gitarzystę i wokalistę zespołu Porcupine Tree).
W albumie tym ciężkie, deathmetalowe brzmienia przeplatają się z melodyjnymi, progrockowymi elementami. Niektóre z utworów wykorzystują efekt wokalu telefonicznego, charakterystyczny dla muzyki Stevena Wilsona, który był współproducentem płyty (jego wokal możemy w tle usłyszeć między innymi w utworach Bleak oraz The Drapery Falls). Album ten osiągnął duży sukces komercyjny, uważany jest za przełomowy w dziejach zespołu.

## Lista utworów
Opracowano na podstawie materiału źródłowego.
| Nr | Tytuł utworu                                 | Słowa            | Muzyka                           | Długość |
| -- | -------------------------------------------- | ---------------- | -------------------------------- | ------- |
| 1. | „The Leper Affinity”                         | Mikael Åkerfeldt | Mikael Åkerfeldt                 | 10:23   |
| 2. | „Bleak”                                      | Mikael Åkerfeldt | Mikael Åkerfeldt                 | 9:15    |
| 3. | „Harvest”                                    | Mikael Åkerfeldt | Mikael Åkerfeldt                 | 6:01    |
| 4. | „The Drapery Falls”                          | Mikael Åkerfeldt | Mikael Åkerfeldt                 | 10:53   |
| 5. | „Dirge for November”                         | Mikael Åkerfeldt | Mikael Åkerfeldt, Peter Lindgren | 7:53    |
| 6. | „The Funeral Portrait”                       | Mikael Åkerfeldt | Mikael Åkerfeldt                 | 8:44    |
| 7. | „Patterns in the Ivy” (utwór instrumentalny) |                  | Mikael Åkerfeldt                 | 1:52    |
| 8. | „Blackwater Park”                            | Mikael Åkerfeldt | Mikael Åkerfeldt, Peter Lindgren | 12:08   |
|    |                                              |                  |                                  | 1:07:09 |

| Bonus CD 2 | Bonus CD 2                  | Bonus CD 2 |
| Nr         | Tytuł utworu                | Długość    |
| ---------- | --------------------------- | ---------- |
| 1.         | „Still Day Beneath The Sun” | 4:34       |
| 2.         | „Patterns In The Ivy II”    | 4:13       |
| 3.         | „Harvest” (video)           | 6:11       |
|            |                             | 14:58      |

| Bonus DVD | Bonus DVD                                   | Bonus DVD |
| Nr        | Tytuł utworu                                | Długość   |
| --------- | ------------------------------------------- | --------- |
| 1.        | „5.0 Audio Mix Of The Original Album”       |           |
| 2.        | „Documentary The Making Of Blackwater Park” |           |

## Twórcy
Opracowano na podstawie materiału źródłowego.
| Zespół Opeth w składzie - Mikael Åkerfeldt – wokal prowadzący, gitara - Peter Lindgren – gitara - Martin Mendez – gitara basowa - Martin Lopez – perkusja |  | Inni - Steven Wilson – wokal wspierający, instrumenty klawiszowe, gitara, produkcja muzyczna, inżynieria dźwięku, miksowanie - Fredrik Nordström – inżynieria dźwięku, miksowanie - Göran Finnberg – mastering - Harry Välimäki – zdjęcia - Travis Smith – oprawa graficzna |

## Pozycje na listach
| Lista | Kraj   | Pozycja |
| ----- | ------ | ------- |
| OLiS  | Polska | 10      |